# Salix ionica
Salix ionica — вид квіткових рослин із родини вербових (Salicaceae).

## Морфологічна характеристика
Це кущ або невелике дерево заввишки від 3 до 6 метрів.

## Середовище проживання
Цей вид є ендеміком у південно-східній Калабрії, Італія, де він відомий у трьох місцях. Росте вздовж струмків і на руслах річок у прибережних лісах.

## Загрози
Потенційною загрозою для цього виду є пожежа та водне господарство (забір води для сільського господарства).

## Використання
Вид не використовується.